# Høll
 Denne artikel omhandler begrebet høll. Opslagsordet har også en anden betydning, se Kolk.
Høl er en kyst- og sommerhusby i Sydjylland med 374 indbyggere  (2024). Byen er beliggende ved Vejle Fjord fire kilometer øst for Gårslev, otte kilometer øst for Børkop, 11 kilometer nord for Fredericia og 19 kilometer sydøst for Vejle.
Byen tilhører Vejle Kommune og er beliggende i Gårslev Sogn. Høl er fra 2014 sammenvokset med sommerhusområdet Hvidbjerg og området udgør et samlet byområde . 
Høl hed tidligere Slethøl; i dag bruges hyppigst stavemåden Høl.

Høl har flere ting at tilbyde. Der er flere butikker og restauranter i byen. 